# Patinação de velocidade em pista curta nos Jogos Olímpicos de Inverno de 2010 - Revezamento 3000 m feminino
As competições do revezamento 3000m feminino da patinação de velocidade em pista curta nos Jogos Olímpicos de Inverno de 2010 foram disputadas no Pacific Coliseum em Vancouver, Colúmbia Britânica, em 13 e 24 de fevereiro de 2010.

## Medalhistas
|  | CHN China                                |  | CAN Canadá                                                   |  | USA Estados Unidos                                                          |
|  | Sun Linlin Wang Meng Zhang Hui Zhou Yang |  | Jessica Gregg Kalyna Roberge Marianne St-Gelais Tania Vicent |  | Allison Baver Alyson Dudek Lana Gehring Katherine Reutter Kimberly Derrick* |

* - Participou apenas das semifinais, mas recebeu medalhas.

## Recordes
Antes desta competição, os recordes mundiais e olímpicos da prova eram os seguintes:
| Tipo | Atleta        | Tempo    | Local          | Data                    |
| ---- | ------------- | -------- | -------------- | ----------------------- |
|      | China         | 4:07.179 | Salt Lake City | 18 de outubro de 2008   |
|      | Coreia do Sul | 4:12.793 | Salt Lake City | 20 de fevereiro de 2002 |

## Resultados

### Semifinais
Foram realizadas duas baterias na fase semifinal:
| Pos. | Atletas                                                                         | Tempo    | Notas |
| ---- | ------------------------------------------------------------------------------- | -------- | ----- |
| 1    | KOR Coreia do Sul Cho Ha-Ri Kim Min-Jung Lee Eun-Byul Park Seung-Hi             | 4:10.753 | QA    |
| 2    | USA Estados Unidos Kimberly Derrick Alyson Dudek Lana Gehring Katherine Reutter | 4:15.376 | QA    |
| 3    | NED Países Baixos Liesbeth Mau Asam Jorien ter Mors Annita van Doorn Maaike Vos | 4:16.520 | QB    |
| 4    | ITA Itália Arianna Fontana Cecilia Maffei Martina Valcepina Katia Zini          | 4:23.950 | QB    |

| Pos. | Atletas                                                                 | Tempo    | Notas |
| ---- | ----------------------------------------------------------------------- | -------- | ----- |
| 1    | CHN China Sun Linlin Wang Meng Zhang Hui Zhou Yang                      | 4:08.797 | QA    |
| 2    | CAN Canadá Jessica Gregg Kalyna Roberge Marianne St-Gelais Tania Vicent | 4:11.476 | QA    |
| 3    | JPN Japão Ayuko Ito Mika Ozawa Yui Sakai Biba Sakurai                   | 4:13.752 | QB    |
| 4    | HUN Hungria Rozsa Darazs Bernadett Heidum Erika Huszar Andrea Keszler   | 4:17.487 | QB    |

### Finais
As terceiras e quartas equipes de cada semifinal disputaram a Final B, que definiria as posições entre 5º e 8º (por causa da desclassificação da Coreia do Sul na Final A, as equipes ficaram entre a 4ª e a 7ª posições). As primeiras e segundas das semifinais disputaram as medalhas na Final A.
| Pos. | Atleta                                                                          | Tempo    | Notas |
| ---- | ------------------------------------------------------------------------------- | -------- | ----- |
| 4    | NED Países Baixos Sanne van Kerkhof Jorien ter Mors Annita van Doorn Maaike Vos | 4:16.120 |       |
| 5    | HUN Hungria Rózsa Darázs Bernadett Heidum Erika Huszár Andrea Keszler           | 4:17.937 |       |
| 6    | ITA Itália Lucia Peretti Cecilia Maffei Martina Valcepina Katia Zini            | 4:18.559 |       |
| 7    | JPN Japão Ayuko Ito Hiroko Sadakane Yui Sakai Biba Sakurai                      | 4:28.745 |       |

| Pos.              | Atleta                                                                       | Tempo    | Notas           |
| ----------------- | ---------------------------------------------------------------------------- | -------- | --------------- |
| Medalha de ouro   | CHN China Sun Linlin Wang Meng Zhang Hui Zhou Yang                           | 4:06.610 | Recorde mundial |
| Medalha de prata  | CAN Canadá Jessica Gregg Kalyna Roberge Marianne St-Gelais Tania Vicent      | 4:09.137 |                 |
| Medalha de bronze | USA Estados Unidos Allison Baver Alyson Dudek Lana Gehring Katherine Reutter | 4:14.081 |                 |
|                   | KOR Coreia do Sul Cho Ha-Ri Kim Min-Jung Lee Eun-Byul Park Seung-Hi          |          | DSQ             |

## Novos recordes
Um novo recorde mundial foi estabelecido na final do evento:
| Tipo | Atleta | Tempo    | Local     | Data                    |
| ---- | ------ | -------- | --------- | ----------------------- |
|      | China  | 4:06.610 | Vancouver | 24 de fevereiro de 2010 |
|      | China  | 4:06.610 | Vancouver | 24 de fevereiro de 2010 |

Legenda
| Recorde mundial      | Recorde mundial (World record)               |                       | Recorde africano                      | Recorde africano (African) |                                           | Q | Classificado por posição (Qualified) |
| Recorde olímpico     | Recorde olímpico (Olympic record)            | Recorde da América    | Recorde da América (Americas)         | q                          | Classificado por melhor tempo (Qualified) |   |                                      |
| Melhor marca do ano  | Melhor marca do ano (World leading)          | Recorde asiático      | Recorde asiático (Asian)              | DNS                        | Não largou (Did not start)                |   |                                      |
| Recorde nacional     | Recorde nacional (National record)           | Recorde europeu       | Recorde europeu (European)            | DNF                        | Não terminou (Did not finish)             |   |                                      |
| Recorde pessoal      | Recorde pessoal do atleta (Personal best)    | Recorde da Oceania    | Recorde da Oceania (Oceania)          | DSQ / DQ                   | Desclassificado (Disqualified)            |   |                                      |
| Recorde da temporada | Recorde da temporada do atleta (Season best) | Recorde sul-americano | Recorde sul-americano (South America) | NM                         | Sem marca (No mark)                       |   |                                      |